# Ніцца-ді-Сицилія
Ніцца-ді-Сицилія (італ. Nizza di Sicilia, сиц. Nizza) — муніципалітет в Італії, у регіоні Сицилія,  метрополійне місто Мессіна.
Ніцца-ді-Сицилія розташована на відстані близько 500 км на південний схід від Рима, 180 км на схід від Палермо, 26 км на південний захід від Мессіни.
Населення — 3674 особи (2014).
Щорічний фестиваль відбувається 19 березня. Покровитель — San Giuseppe.

## Демографія
Населення за роками:

Станом на 1 січня 2023 року в муніципалітеті офіційно проживало 80 іноземців з 19 країн, серед них 45 громадян країн Євросоюзу та 3 громадяни України.

## Сусідні муніципалітети
- Алі-Терме
- Фьюмедінізі
- Манданічі
- Роккалумера